# Roberto Durán

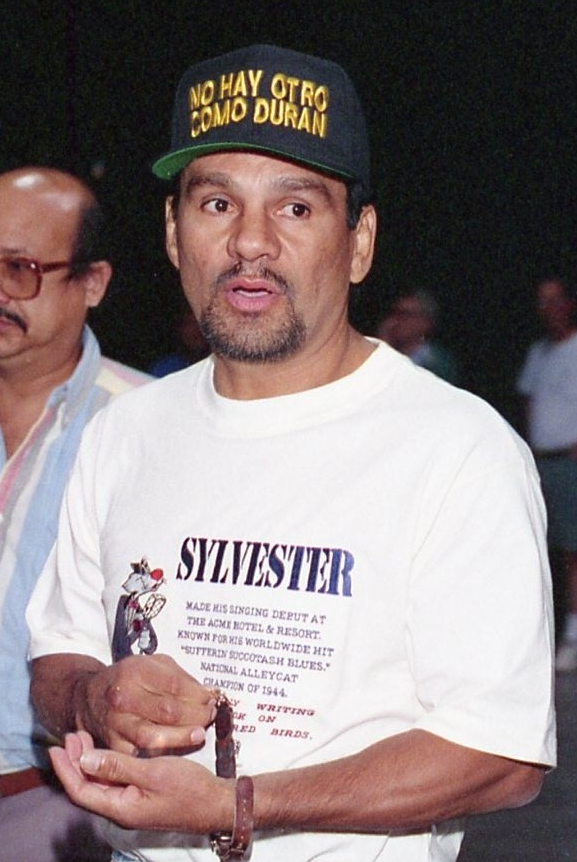
Roberto Durán 1994.

Roberto Carlos Durán Samaniego, född 16 juni 1951 i El Chorrillo i Panama, är en panamansk före detta professionell boxare. Han blev under karriären världsmästare i fyra olika viktklasser, lättvikt, weltervikt, lätt mellanvikt och mellanvikt. Roberto Durán räknas som en av de absolut mest legendariska boxarna genom tiderna.

## Karriär
Roberto Durán debuterade som proffs 1967, bara 16 år gammal. Han förlorade en match tidigt i karriären men radade sedan upp segrar. Duráns smeknamn Manos de Piedra, som betyder "mannen med stenhänderna", påstås han ha fått när han som 14-åring knockade en bångstyrig mula. 1972 blev Durán världsmästare första gången då han tog WBA-titeln i lättvikt genom att besegra britten Ken Buchanan. Durán enade senare titeln och försvarade den hela 12 gånger (11 på K.O) innan han avsade sig lättviktstiteln 1979.
Durán vandrade uppåt i viktklasserna och erövrade 1980 WBC-titeln i weltervikt genom att poängbesegra megastjärnan Sugar Ray Leonard. I en returmatch senare samma år tog emellertid Leonard revansch. Matchen är berömd då Durán i åttonde ronden yttrade orden "No mas" (inte mer) och gav upp matchen utan att egentligen fått mycket stryk. Efter "No mas-matchen" hamnade Durán lite ute i kylan några år men 1983 blev han världsmästare en tredje gång, denna gång i lätt mellanvikt. Året efter förlorade han dock en upphaussad match mot Thomas Hearns och de flesta trodde säkert att sagan om "mannen med stenhänderna" var slut.
Durán kom emellertid tillbaka och 38 år gammal erövrade han 1989 WBC-titeln i mellanvikt genom att besegra Iran Barkley. Hela 17 år hade nu gått sedan han tog sin första VM-titel. Senare samma år mötte Durán Leonard en tredje gång. Denna gång stod WBC-titeln i supermellanvikt på spel. Durán förlorade på poäng och avsade sig året efter mellanviktstiteln. Han var emellertid snart tillbaka i ringen och fortsatte boxas ända in på 2000-talet. Hans sista match gick så sent som 2002 då han slutade definitivt. Durán hade då gått 119 matcher, vunnit 103 (70 på K.O) och förlorat 16 gånger - flertalet av förlusterna kom i slutet av karriären.
Durán var (och är) en superidol i sitt hemland Panama. Han är en av endast sex boxare som blivit mästare i fler än tre viktklasser (de fem andra är Manny Pacquiao, Sugar Ray Leonard, Pernell Whitaker, Oscar de la Hoya och Thomas Hearns). Han är den enda boxare som gått matcher i fem olika decennier och nästan samtliga experter, inklusive The Ring Magazine rankar Durán som den bäste boxaren någonsin från Latinamerika. The Ring utsåg 2002 Durán till (oavsett viktklass) den femte bäste boxaren senaste 80 åren. Han anses också av många experter vara den bäste boxaren någonsin i lättviktsklassen.